# Jacqueline Dünker
Jacqueline Dünker (* 21. April 1986 in Euskirchen) ist eine ehemalige deutsche Fußballspielerin und heutige -trainerin.

## Karriere

### Als Spielerin
Jacqueline Dünker begann ihre Fußballkarriere beim TuS Dom-Esch und kam über den FFC Brauweiler Pulheim zum SC 07 Bad Neuenahr, für den sie in der Bundesliga aktiv war. 2005 wechselte sie zum Zweitliga-Aufsteiger TuS Niederkirchen. Von 2008 bis 2011 spielte sie für Bayer 04 Leverkusen und gehörte dort zur Mannschaft, die 2010 in die Bundesliga aufstieg. Verletzungsbedingt kam sie jedoch nicht mehr in der Bundesliga zum Einsatz. Zur Saison 2011/2012 wechselte Dünker zum Herforder SV. Danach zum FSV Gütersloh 09.

### Als Trainerin
In der Saison 2014/2015 wurde Dünker Co-Trainerin der B-Jugend FSV Gütersloh 2009, bevor sie eine Spielzeit später die Mannschaft als Cheftrainerin übernahm. Am 1. März 2017 löste sie ihren gültigen Vertrag auf und verließ Gütersloh in Richtung Euskirchen.
Auf die Rückrunde der Saison 2022/23 hin übernahm sie als Nachfolgerin von Inka Grings die erste Mannschaft des FC Zürich Frauen. Neben ihren Aufgaben als Cheftrainerin amtet sie dort zugleich als Sportchefin. Dünkers Team beendete die Qualifikation auf dem 2. Rang, gewann anschließend jedoch den Playoff-Final gegen Servette FC Chênois Féminin und kürte sich so zum Schweizer Meister. In der zweiten Spielzeit unter Dünker beendete der FC Zürich die Regular Season erneut auf dem zweiten Platz, qualifizierte sich anschließend für den Playoff-Final, der diesmal gegen Servette Chênois verloren ging. Danach entschied sich Dünker, ihr Amt niederzulegen.
Sie wurde daraufhin Co-Trainerin beim Frauenteam des 1. FC Köln und übernahm im November 2024 interimsmäßig das Cheftraineramt.

## Erfolge
als Spielerin
- Aufstieg in die Bundesliga 2010

als Trainerin
- Schweizer Meister: 2023